# Gary Bradds
Gary Lee „Tex” Bradds (ur. 26 lipca 1942 w Jamestown, zm. 15 lipca 1983 w Greenville) – amerykański koszykarz występujący na pozycji skrzydłowego, mistrz ABA z 1969 roku.
Jego wnuk Evan został uznany zawodnikiem roku konferencji Ohio Valley w 2016 i 2017 roku, jako reprezentant Belmont University. Jest kuzynem amerykańskiego gitarzysty jazzowego – Terry'ego Braddsa. Brat, Gayle występował w koszykarskiej reprezentacji uczelni Cedarville College.
Podczas play-off ABA 1969 notował średnio 20,5 punktu oraz 10,1 zbiórki na mecz, w jednym ze spotkań przeciw Minnesocie zdobył 43 punkty. Sezon zakończył zdobyciem tytułu mistrzowskiego.

## Osiągnięcia
Na podstawie, o ile nie zaznaczono inaczej.
NCAA
- Wicemistrz NCAA (1962)
- Mistrz sezonu regularnego konferencji Big 10 (1962–1964)
- Koszykarz Roku:
  - NCAA według:
    - Associated Press (1964)[5]
    - United Press International (1964)[6]

  - konferencji Big 10 (Chicago Tribune Silver Basketball – 1963, 1964)
- Wybrany do:
  - I składu All-American (1964)
  - II składu All-American (1963)
  - Galerii Sław:
    - Ohio Basketball Hall of Fame
    - Ohio State Buckeyes (1978)
- Drużyna Ohio State Buckeyes zastrzegła należący do niego numer 35 (27.01.2001)

ABA
- Mistrz ABA (1969)

Reprezentacja
- Mistrz igrzysk panamerykańskich (1963)[7]